# Christianshavn (stacja metra)
Christianshavn – stacja metra w Kopenhadze, na linii M1 i linii M2. Zlokalizowana jest pomiędzy stacjami Kongens Nytorv, Islands Brygge oraz Amagerbro. Została otwarta 19 października 2002. Stacja znajduje się w centrum dzielnicy Christianshavn.
Stacja posiada parking dla rowerów.